# Sort Sol - 422 dage i dybet
|  | Denne artikel er oprettet af botten PalnaBot ud fra en ekstern database. Den kan derfor have sproglige fejl eller mangler. Denne skabelon kan fjernes efter kontrol af indholdet. |

Sort Sol - 422 dage i dybet er en portrætfilm om det danske band Sort Sol fra 2004 instrueret af Wadt Thomsen.

## Handling
I mere end et kvart århundrede har Sort Sol haft status som en af Danmarks mest kompromisløse og fornyende rockgrupper. Med rødder i 70'ernes punk, og med tråde ud til mange af de nyeste strømninger på den eksperimenterende kunstscene, har Sort Sol (tidligere Sods) gang på gang investeret deres unikke gruppedynamik og energi i projekter, som på samme tid har glædet og udfordret en støt voksende fanskare og sat nye dagsordener for progressiv rock. I filmen følges på tætteste hold tilblivelsen af Sort Sols svanesang, albummet Snakecharmer (2001). Et intenst indblik i 422 dages opslidende kreativ kamp i gruppens eget lydstudio i en bunker på Holmen. Og et monument og testamente over et af de mest perspektivrige kapitler i dansk rockhistorie.